# Matteo Garrone
Matteo Garrone (Roma, 15 ottobre 1968) è un regista, sceneggiatore e produttore cinematografico italiano.
Ottiene grande successo grazie al suo film trasposizione cinematografica di Gomorra, vincitore del Grand Prix Speciale della Giuria al Festival di Cannes, di cinque European Film Awards, sette David di Donatello, nominato ai Golden Globe. Il suo film Io capitano vince il Leone d'argento per la miglior regia alla 80ª Mostra internazionale d'arte cinematografica di Venezia e viene candidato all'Oscar come miglior film internazionale; a maggio 2024 ai David di Donatello vince sette premi.

## Biografia

### L'esordio nel documentario
Figlio del critico teatrale romano Nico Garrone e della fotografa Donatella Rimoldi, figlia a sua volta dell'attore spezzino degli anni quaranta Adriano Rimoldi, si dedica al cinema fin da giovane: dopo il diploma al Liceo artistico Ripetta nel 1986 lavora come aiuto-operatore, per poi dedicarsi a tempo pieno alla pittura. Nel 1996 vince il Sacher d'Oro con il cortometraggio Silhouette, che l'anno successivo diventerà uno dei tre episodi del suo primo lungometraggio Terra di mezzo, un collage di tre storie di immigrazione a Roma in cui i confini tra fiction e documentario tendono a sfumare. Lo stesso anno gira con Carlo Cresto-Dina un documentario a New York sul pentecostalismo dal titolo Bienvenido espirito santo.

### I primi film
Nel 1998 gira a Napoli, sempre per Cresto-Dina, il documentario Oreste Pipolo, fotografo di matrimoni. Con Massimo Gaudioso e Fabio Nunziata, reduci dal film indipendente Il caricatore, gira Il caso di forza maggiore, tratto da un racconto di Massimo Bontempelli. Dello stesso anno è il suo secondo lungometraggio, Ospiti, che viene premiato alla Mostra d'arte cinematografica di Venezia: un'altra storia di emigrazione che conferma l'interesse del regista per il realismo, questa volta più attento all'incertezza esistenziale dei personaggi che alle condizioni sociali. Il film conferma un metodo di lavorazione che Garrone seguirà anche nei suoi film più ambiziosi: troupe ridotta al minimo, riprese in ambienti reali, uso della cinepresa a spalla, del sonoro in presa diretta e di attori non professionisti. Ne deriva un cinema aperto all'improvvisazione, che rifiuta la spettacolarità fine a se stessa per mettersi al servizio della realtà.
La stessa poetica è evidente anche in Estate romana (2000), che pur avvicinandosi più dei precedenti al genere della commedia mantiene uno stile quasi documentaristico: più che alla narrazione, Garrone sembra interessato all'ambientazione unica (una Roma sconvolta dai cantieri alla vigilia del Giubileo), e all'omaggio alla stagione dei teatri underground degli anni settanta, da cui provengono molti degli interpreti.

### La svolta
Il successo di critica (ma non ancora di pubblico) arriva nel 2002 con L'imbalsamatore, con cui si aggiudica il David di Donatello per la migliore sceneggiatura. Il film segna una svolta nella carriera e nella poetica di Garrone. Grazie al budget più consistente rispetto ai lavori precedenti (la società di produzione è la Fandango di Domenico Procacci che produrrà anche i film successivi), all'attenzione per lo scorrere della realtà si unisce una rigorosa ricerca formale, influenzata dagli studi artistici di Garrone e dai suoi dipinti su tavole. Liberamente ispirato a un fatto di cronaca, L'imbalsamatore ricombina gli elementi del noir in una storia in bilico tra il realismo e astrazione pittorica.
La stessa tensione formale sta alla base di Primo amore (2004), drammatica storia, ancora una volta tratta dalla cronaca, di un uomo ossessionato dalla magrezza femminile e dal desiderio di controllo assoluto sull'essere amato. Il film esaspera le caratteristiche del precedente: la storia è divisa tra la registrazione neutra della realtà (evidente in una delle scene iniziali, interamente realizzata da un'unica inquadratura a cinepresa quasi immobile per oltre tre minuti) e un'elaborazione visiva che tende all'astrattismo. Il film si avvale della collaborazione dello scrittore vicentino Vitaliano Trevisan nel duplice ruolo di attore e sceneggiatore.
Nel 2006 fa un cameo nel film Il caimano di Nanni Moretti, nel ruolo di un direttore della fotografia.

### Il successo
Nel 2008 esce nei cinema italiani Gomorra, tratto dal libro-inchiesta di Roberto Saviano, che consacra definitivamente il regista: il film vince il Grand Prix al Festival di Cannes, oltre che riconoscimenti di miglior film, regia, sceneggiatura, fotografie, interpretazione maschile agli European Film Awards e una nomination al Golden Globe. Lo stesso anno produce anche Pranzo di ferragosto, esordio del suo sceneggiatore e aiuto-regista Gianni Di Gregorio.
Nel 2012 gira Reality, che gli fa vincere nuovamente il Grand Prix a Cannes. Il film è una commedia grottesca sull'influenza negativa che hanno i reality show sulle persone, mentre nel 2013 gira uno spot pubblicitario per Bulgari interpretato da Eric Bana.
Nel 2015 dirige un cast internazionale comprendente tra gli altri Salma Hayek, Vincent Cassel, John C. Reilly e Toby Jones ne Il racconto dei racconti - Tale of Tales, in concorso al Festival di Cannes 2015. Il film, un adattamento di tre racconti della raccolta di fiabe Lo cunto de li cunti di Giambattista Basile, è un fantasy dalle tinte horror.
Nel 2016 viene proiettato il suo cortometraggio Before Design: Classic al Salone del mobile di Milano.
Nel 2018 esce Dogman, ispirato alle vicende del cosiddetto "delitto del Canaro" compiuto da Pietro De Negri; presentato in concorso al Festival di Cannes 2018, è valso al suo protagonista, Marcello Fonte, il Prix d'interprétation masculine. Il film viene in seguito selezionato come candidato dell'Italia per l'Oscar al miglior film straniero per il 2019.
A dicembre 2019 esce la sua versione di Pinocchio, che tra gli interpreti vede Roberto Benigni nei panni di Geppetto. Il film ottiene due candidature ai premi Oscar 2021: migliori costumi e miglior trucco.
A settembre 2023 presenta Io Capitano alla 80ª Mostra internazionale d'arte cinematografica di Venezia, vincendo, tra l'altro, il Leone d'argento per la miglior regia. Il film, a gennaio 2024, entra nella cinquina per l'Oscar al miglior film straniero e vince ai David di Donatello 2024, tra i vari premi, quello per la miglior regia.

## La casa di produzione Archimede
Nel 2000, Garrone ha fondato la propria casa di produzione cinematografica denominata Archimede. Con essa il regista romano ha co-prodotto Estate romana (2000), Pranzo di ferragosto (2008), Reality (2012), Il racconto dei racconti - Tale of Tales (2015) e Dogman (2018).
Dal 2016 Garrone e Archimede stanno sviluppando un nuovo adattamento sul grande schermo della favola di Pinocchio, diretto da Garrone stesso, che vedrà tra gli interpreti Roberto Benigni (il quale ne aveva già realizzato una sua trasposizione cinematografica nel 2002) nel ruolo di Geppetto. Il regista rilascia la prima immagine del film il 29 marzo 2019, e il teaser trailer il 3 luglio dello stesso anno.
Nel 2018 diventa docente all'Università IULM di Milano nel master di Arti del racconto, tenendo il corso "Il racconto cinematografico: il film di finzione" in collaborazione con Mario Martone.

## La fiaba nel cinema di Garrone
Analizzando i personaggi e le rispettive funzioni attribuite in maniera ricorrente nella filmografia di Garrone, si assiste al suo intento di voler sublimare argomenti, anche di pressante attualità, presenti nel cinema contemporaneo, con elementi chiaramente riferibili alla tradizione favolistica.
A partire da L'imbalsamatore del 2002, infatti, è possibile ravvisare un filo rosso che accomuna gran parte della sua produzione, con una chiara propensione a questa tendenza narrativa, quella della fiaba europea, perpetuandone la trasmissione orale dei contenuti attraverso però la macchina da presa.
Il riferimento non si limita alla messa in scena di nani, giganti, principesse, castelli e orchi, come si assiste più esplicitamente ne Il racconto dei racconti - Tale of Tales del 2015, ma anche in altri lungometraggi del cineasta romano, come Reality del 2012, dove il protagonista si fa accecare repentinamente dall'eventualità di un successo dubbio e frivolo, o prima ancora in Primo amore del 2004, dove Sonia è vittima dei giochi di seduzione di un uomo ambiguo che, pur non possedendo alcun fascino, riesce a soggiogare la protagonista; o, più direttamente, il giovane Valerio, apprendista presso il nano Peppino ne L'imbalsamatore.

## Filmografia

### Regista e sceneggiatore

#### Lungometraggi
- Terra di mezzo (1996)
- Ospiti (1998)
- Estate romana (2000)
- L'imbalsamatore (2002)
- Primo amore (2004)
- Gomorra (2008)
- Reality (2012)
- Il racconto dei racconti - Tale of Tales (2015)
- Dogman (2018)
- Pinocchio (2019)
- Io capitano (2023)

#### Cortometraggi
- Silhouette (1996)
- Bienvenido espirito santo (1997)
- Il caso di forza maggiore (1998)
- Oreste Pipolo, fotografo di matrimoni (1998)

#### Spot pubblicitari
- Bulgari (2013)
- Renault Clio (2014)
- Before Design: Classic (2016)
- Delightful (2017)
- Dolce & Gabbana The Only One (2017)
- Campari: Entering Red (2019)
- Le mythe Dior (2020)
- Le château du tarot (2021)

### Produttore
- Pranzo di ferragosto, regia di Gianni Di Gregorio (2008)
- Reality (2012)
- Briganti senza leggenda, regia di Gianluigi Toccafondo (2013)
- Il racconto dei racconti - Tale of Tales (2015)
- Blue Kids, regia di Andrea Tagliaferri (2017)
- Dogman (2018)
- Pinocchio (2019)
- Io capitano (2023)

### Direttore della fotografia

#### Cortometraggi
- Il caso di forza maggiore (1998)
- Oreste Pipolo, fotografo di matrimoni (1998)

### Operatore di macchina

#### Lungometraggi
- Estate romana (2000) (non accreditato)
- L'imbalsamatore (2002)
- Primo amore (2004)
- Gomorra (2008)
- Reality (2012)
- Il racconto dei racconti - Tale of Tales (2015)
- Dogman (2018)

#### Cortometraggi
- Il caso di forza maggiore (1998) (non accreditato)
- Oreste Pipolo, fotografo di matrimoni (1998) (non accreditato)
- Entering Red (2019)

### Scenografo
- Terra di mezzo (1996)
- Ospiti (1998)

### Costumista
- Ospiti (1998)

## Riconoscimenti
- Golden Globe
  - 2009 – Candidatura al miglior film straniero per Gomorra
  - 2024 – Candidatura al miglior film straniero per Io capitano

- David di Donatello
  - 2003 – Candidatura al miglior regista per L'imbalsamatore
  - 2003 – Miglior sceneggiatura per L'imbalsamatore
  - 2004 – Candidatura al miglior regista per Primo amore
  - 2009 – Miglior film per Gomorra
  - 2009 – Miglior regista per Gomorra
  - 2009 – Migliore sceneggiatura per Gomorra
  - 2013 – Candidatura al miglior regista per Reality
  - 2013 – Candidatura alla miglior sceneggiatura per Reality
  - 2016 – Candidatura al miglior film per Il racconto dei racconti - Tale of Tales
  - 2016 – Miglior regista per Il racconto dei racconti - Tale of Tales
  - 2016 – Candidatura alla migliore sceneggiatura per Il racconto dei racconti - Tale of Tales
  - 2016 – Candidatura per il miglior produttore per Il racconto dei racconti - Tale of Tales
  - 2019 – Miglior film per Dogman
  - 2019 – Miglior regista per Dogman
  - 2019 – Migliore sceneggiatura per Dogman
  - 2019 – Candidatura per il miglior produttore per Dogman 
  - 2019 – Candidatura al David Giovani per Dogman
  - 2020 – Candidatura al miglior film per Pinocchio
  - 2020 – Candidatura al miglior regista per Pinocchio
  - 2020 – Candidatura alla migliore sceneggiatura adattata per Pinocchio
  - 2020 – Candidatura per il miglior produttore per Pinocchio
  - 2024 – Miglior film per Io capitano
  - 2024 – Miglior regista per Io capitano
  - 2024 – Candidatura alla migliore sceneggiatura originale per Io capitano
  - 2024 – Miglior produttore per Io capitano
  - 2024 – Candidatura al David Giovani per Io capitano

- Nastro d'argento
  - 2009 – Nastro dell'anno per Gomorra
  - 2012 – Nastro d'argento europeo
  - 2013 – Miglior soggetto per Reality
  - 2018 – Miglior film per Dogman
  - 2018 – Miglior regista per Dogman
  - 2018 – Miglior produttore per Dogman
  - 2020 – Miglior regista per Pinocchio
  - 2024 - Miglior film per Io capitano
  - 2024 - Miglior regista per Io capitano
  - 2024 - Candidatura alla migliore sceneggiatura per Io capitano

- European Film Awards
  - 2008 – Miglior film per Gomorra
  - 2008 – Miglior regista per Gomorra
  - 2008 – Miglior sceneggiatura per Gomorra
  - 2018 – Candidatura al miglior regista per Dogman
  - 2018 – Candidatura alla migliore sceneggiatura per Dogman
  - 2023 – Candidatura al miglior regista per Io capitano

- Festival di Cannes
  - Grand Prix Speciale della Giuria al Festival di Cannes per Gomorra
  - Grand Prix Speciale della Giuria al Festival di Cannes per Reality

- Festival internazionale del cinema di Berlino
  - 2004 – Candidatura all'Orso d'oro per Primo amore

- Mostra internazionale d'arte cinematografica di Venezia
  - 2023 – Leone d'argento - Premio speciale per la regia per Io capitano

- Ciak d'oro
  - 2009 – Miglior film per Gomorra
  - 2009 – Miglior sceneggiatura per Gomorra[7]
  - 2016 – Miglior regista per Il racconto dei racconti – Tale of Tales [8]
  - 2019 – Miglior film per Dogman
  - 2019 – Miglior sceneggiatura per Dogman[9]

- Globo d'oro
  - 2009 – Miglior film per Gomorra
  - 2015 – Miglior sceneggiatura per Il racconto dei racconti – Tale of Tales